# Union allemande des comités anticommunistes
Antikomintern, Antiko
Pour Pacte Antikomintern, voir Pacte anti-Komintern.
L'Union allemande des comités anticommunistes  a regroupé l'ensemble des organisations qui, sous le Troisième Reich, étaient chargées de la propagande anticommuniste pour le compte du ministère du Reich à l'Éducation du peuple et à la Propagande. Ces organisations se sont nourries de l'idéologie nationale-socialiste pour relayer dans tous les médias de l'époque le thème de l'anticommunisme, mais aussi pour légitimer en parallèle les thèses racistes et expansionnistes du régime. Malgré la diversité des structures mises en œuvre, la coordination entre elles a été très fortes, car elles dépendaient toutes d'un homme clé : le Dr Eberhard Taubert. Ces différents comités seront désignés globalement par le terme Antikomintern ou son abréviation Antiko. Ce terme désignait tout le champ d'activité d'Eberhard Taubert, lui-même surnommé « Dr. Anti ». Les activités de l'Antikomintern trouveront, après 1945, un prolongement naturel dans les débuts de la guerre froide.

## Origines et idéologie
Les organisations qui peuvent être regroupées sous le terme Antikomintern ont été fondées après l'arrivée au pouvoir d'Adolf Hitler en janvier 1933 (Machtergreifung). Néanmoins, l'idée en a germé dès l'automne 1932. Ces structures ont été volontairement érigées en réaction à l'expansion de l'Internationale communiste (Komintern) fondée par Lénine en 1919, dont l'influence via le parti communiste allemand (KPD) s'était fortement développée à Berlin.
Lors du congrès du Reich de septembre 1933, soit six mois après sa nomination en tant que ministre de l’Éducation du peuple et de la Propagande, Joseph Goebbels prononce un discours fondateur qu'il place sous le signe de l'antibolchévisme. « L'Allemagne », explique-t-il, accomplit une « mission de portée mondiale » et s'est positionnée « à la pointe de tous les groupes poursuivant le même objectif » de « lutte contre la bolchévisation internationale du monde ». Il s'agit donc, dans l'idéologie nationale-socialiste, d'une lutte d'importance mondiale, dont la responsabilité historique incombe spécifiquement à l'Allemagne du Troisième Reich.

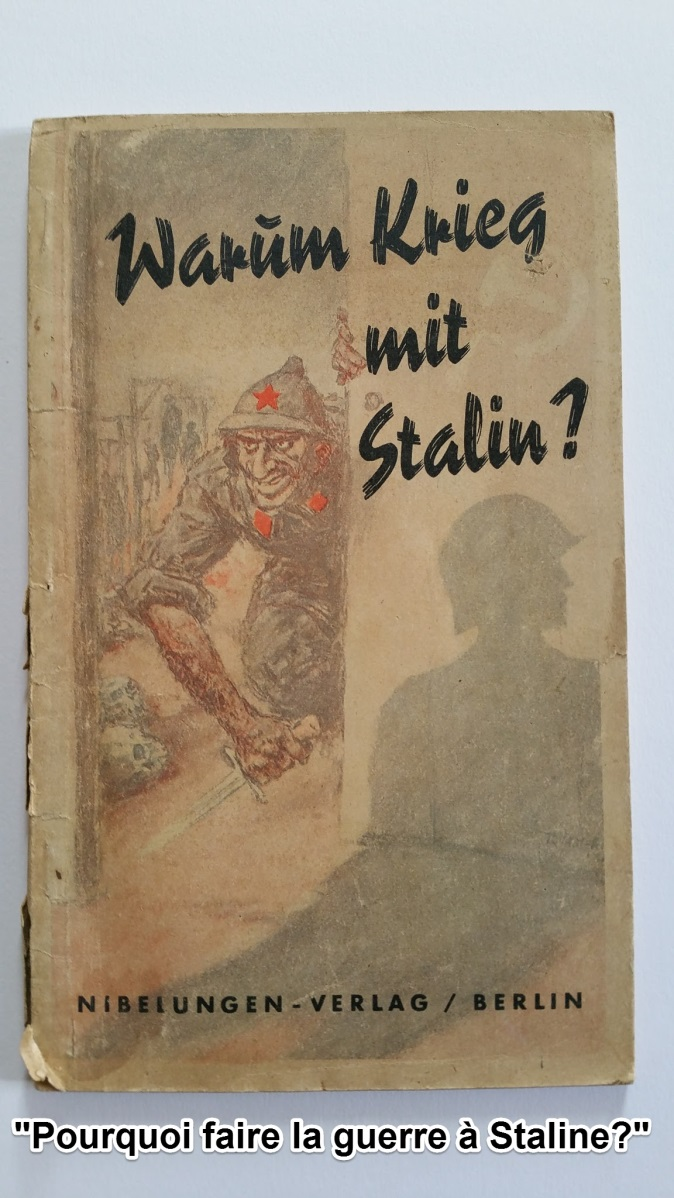
Brochure publiée par le Nibelungen Verlag en 1941.

Cette idéologie antibolchévique, établie en réaction au développement de l'influence internationale de Moscou, a été pensée en complément, voire en justification, de l'idéologie anti-juive. Ainsi, le 11 septembre 1935, dans sa proclamation pour l'ouverture du congrès du Reich, Adolf Hitler désigne en ces mots les trois ennemis de l'État allemand, responsables de sa décadence (Verfall):
- le « marxisme juif et la démocratie parlementaire qui lui est associée »,
- les « partis centristes moralement et politiquement pernicieux »,
- « certains éléments d'une bourgeoisie réactionnaire impossible à éduquer ».

Autre exemple d'association du peuple juif au bolchévisme : dans sa brochure « Warum Krieg mit Stalin? » (Pourquoi faire la guerre à Staline?) de 1941, la propagande allemande écrit : « Créée par des Juifs, l'Union Soviétique est aujourd'hui encore dirigée par des Juifs ». « Le processus planifié de pénétration des couches inférieures et médianes de l'administration du parti et de l'état par des éléments juifs, processus qui a pris une ampleur de plus en plus importante au cours de ces dernières années, a conduit à une influence juive de plus en plus large et profonde, ainsi qu'à une consolidation croissante de la position dominante juive, dont l'ancrage est assuré à la tête du Bolchévisme par (Lazare) Kaganovitch, (Lev) Mekhlis et (Lavrenti) Beria ».
La lutte contre l'URSS est donc une guerre totale contre l'ennemi « judéo-bolchévique ». L'idéologie et la propagande nazies, en identifiant le judaïsme au communisme et inversement, viennent ainsi servir le projet national-socialiste pour l'Est de l'Europe à deux titres:
- La conquête, au détriment de Moscou, d'un espace vital (Lebensraum)[8] devant assurer aux générations futures des réserves suffisantes de nourriture, tentative d'exorciser les traumatismes de la première guerre mondiale[9].
- L'épuration politique et ethnique de cet espace, dont le caractère génocidaire s'est affirmé progressivement sur le terrain à partir de l'été 1941[10].

C'est la raison pour laquelle les liens entre les organisations de propagande et les agences chargées d'administrer les nouveaux territoires occupés à l'Est (Ukraine, Crimée, Biélorussie, Pays Baltes, Russie) seront très étroits. À ce titre, il est intéressant de noter que dès mai 1941, soit un mois avant le déclenchement de l'opération Barbarossa, Joseph Goebbels désigne Eberhard Taubert (de), son spécialiste de longue date de la propagande anticommuniste et antisémite, comme agent de liaison auprès d'Alfred Rosenberg. Ce dernier, grand inspirateur de la théorie du « Judéo-Bolchévisme » auprès d'Adolf Hitler dès 1919, avait été nommé le 20 avril 1941 à un poste de « chargé de la gestion des questions concernant l'espace est-européen » avant de devenir officiellement, le 16 juillet 1941, Ministre du Reich aux Territoires occupés de l'Est. Alfred Rosenberg sera reconnu au procès de Nuremberg comme l'un des principaux responsables des massacres organisés à l'Est de l'Europe.
Sans qu'il soit question de généraliser, cette idéologie anti-communiste et anti-juive a revêtu, pour certains intellectuels et leaders du parti national-socialiste, une dimension mystique. Comme l'analyse Christian Dube dans son étude du langage religieux dans les discours d'Hitler : « pour les nazis tous les peuples ont été créés par Dieu et ont comme destin de s'affirmer pleinement. Le communisme cherche au contraire à détruire les peuples, et agit par conséquent contre la volonté divine ».
Déjà en 1925, Adolf Hitler écrit: « Si le Juif, avec l'aide de son credo marxiste, devait l'emporter sur les peuples de ce monde, alors sa couronne constituera la couronne mortuaire de l'Humanité, alors cette planète reprendra, aussi vide qu'il y a des millions d'années, sa course à travers l'éther. La nature éternelle venge de manière impitoyable la violation de ses lois. Ainsi je crois aujourd'hui agir dans le sens du Créateur tout puissant: dans la mesure où je combats le Juif, je combats pour l'œuvre du Seigneur ». Ce n'est pas un hasard si cet extrait de Mein Kampft constitue le préambule à l'ensemble de la brochure de propagande Warum Krieg mit Stalin? de 1941.
Il serait certainement erroné d'assimiler cette mystique millénariste à un programme politique préétabli qui aurait été pensé dès 1925. Elle se cristallisera néanmoins dans les cerveaux et dans les cœurs sous la forme d'une utopie: la germanisation des territoires de l'Est de l'Europe, fin ultime de la guerre. Cette germanisation, déjà à l'œuvre en Pologne depuis 1939, devait être étendue aux territoires arrachés à l'Union Soviétique à la suite de l'invasion de 1941. La propagande s'inspirera largement de cette utopie pour galvaniser les troupes et aider l'encadrement sur le terrain à donner un sens à des décisions militaires et politiques plus souvent dictées par les circonstances que par une doctrine prédéfinie. Jusqu'à justifier l'injustifiable.
Cette propagande a été le fruit du travail de centaines d'intellectuels recrutés et regroupés au sein de plusieurs organisations.

## Organisations
Les organisations décrites ci-dessous sont nées au sein du ministère du Reich à l'Éducation du peuple et à la Propagande. La création de ce ministère a été décidée le 11 mars 1933 par le gouvernement du Reich et la direction en a été confiée à Josef Goebbels. 

### Unité anti-Komintern au sein du ministère de la Propagande et de l'Éducation du peuple
Dès le printemps 1933, Eberhard Taubert est nommé directeur de l'Unité Anti-Komintern au sein du Ministère de la propagande et de l'éducation du peuple (Referat Anti-Komintern im Reichsministerium für Volksaufklärung und Propaganda aussi nommé Abteilung II Referat).
Cette unité sera chargée de coordonner la politique de propagande anti-communiste entre le ministère lui-même et les différentes institutions ci-dessous.
Début 1941, alors que la perspective d'une invasion vers l'Est se précise, Eberhard Taubert sera chargé de renforcer ce rôle de coordination via la création d'une « unité générale pour l'Est » (Generalreferat Ostraum), qui deviendra en 1943 le « département pour l'Est » (Abteilung Ost) du ministère de la Propagande. 

### Vineta
Quelques semaines avant le déclenchement de l'opération Barbarossa, Eberhard Taubert est également chargé par le ministère de mettre en place un service de traduction centralisé de l'allemand vers 18 langues de l'Est, dont notamment : le Russe, l'Ukrainien, le Biélorusse, le Letton, l'Estonien, le Lituanien, le Géorgien, l'Arménien, l'Azéri, etc. L'objectif est de satisfaire à l'ensemble des besoins de traduction du ministère et de ses départements, et d'éviter que chaque unité ne crée son propre service de traduction.
Eberhard Taubert baptise ce service Vineta, du nom de la ville légendaire et engloutie qui se serait autrefois située sur la côte de la Mer Baltique ; ceci dans le but de souligner le caractère secret de cet organisme, l'opération Barbarossa n'ayant pas encore été lancée.

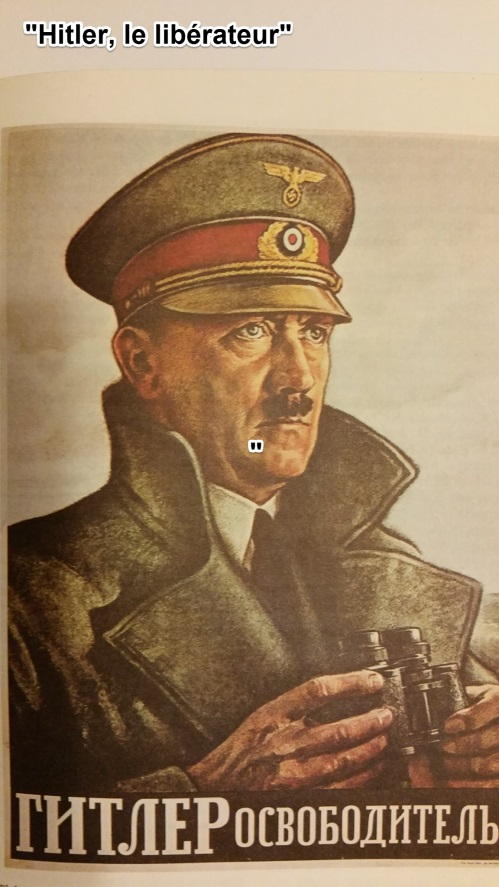
Première affiche placardée dans les territoires conquis lors de l'opération Barbarossa.

Les premières affiches qui seront placardées en territoires conquis dès le début de l'invasion présenteront tout simplement le portrait d'Adolf Hitler avec, en langue locale, le titre « Hitler, le libérateur ».
Les effectifs de Vineta atteindront 932 personnes en 1944.

### Association des mouvements anticommunistes allemands
Le 7 septembre 1933 est créée l'Association des mouvements anticommunistes allemands (Gesamtverband Deutscher Antikommunistischer Vereinigungen), dont Adolf Ehrt (de) devient le premier président. Cette organisation est officiellement fondée avec un statut d'association privée. Le but était de maintenir une apparente indépendance et objectivité, et de pouvoir organiser des actions de propagande anti-soviétique sans que le gouvernement allemand ne soit directement impliqué. En effet, cette association a été constituée à une époque où, tout en persécutant les communistes allemands sur le territoire intérieur, l'Allemagne s'efforçait encore de conserver des relations diplomatiques constructives avec l'Union Soviétique. Néanmoins cette organisation sera dès le départ entièrement mais discrètement financée via les budgets du ministère de la Propagande.
Au sujet du statut privé de cette entité, Josef Goebbels lui-même écrira: « pour des raisons de camouflage, cette organisation se présente pour l'extérieur comme une association privée, mais il s'agit en réalité d'une agence de mon ministère ». Dans son mémorandum de décembre 1944, Eberhard Taubert écrit exactement la même chose : « l'Association des mouvements anticommunistes allemands était de facto une branche déguisée (getarnt) du ministère de la Propagande ».
Le responsable hiérarchique direct d'Adolf Ehrt n'était autre qu'Eberhard Taubert lui-même.
L'association organisait par exemple des conférences et expositions sur la réalité de la vie en Union Soviétique, utilisant photos, témoignages et reportages journalistiques. La famine en Ukraine des années 1931 à 1933 a par exemple été largement exploitée à des fins de propagande. En 1936 1937, à Berlin puis dans de nombreuses villes d'Allemagne, l'exposition itinérante  « le bolchévisme démasqué » (Bolschewismus ohne Maske), appuyée par la presse nationale et locale, aurait accueilli 1,5 million de visiteurs en neuf mois.
Certaines de ces expositions avaient même vocation à s'exporter en Europe, notamment en Scandinavie, en Pologne, en Espagne, en Grèce et en France.
C'est également dans ce cadre que fut publiée la brochure de propagande d'Adolf Ehrt qui accusa l'URSS d'être derrière l'incendie du Reichstag, et d'avoir cherché ainsi à donner le signal de la révolution bolchévique en Allemagne,.
Une autre activité consistait à publier un magazine bimensuel, "Antikomintern Nachrichtendienst" (AKND), et un journal "UdSSR-Dienst". Ces publications ciblaient toute information concernant l'activité communiste en Europe et dénonçaient le système soviétique, notamment les résultats catastrophiques de la collectivisation et les purges politiques. Certains numéros ou certains articles seront traduits en espagnol et en portugais pour être diffusés dans l'Espagne de Franco mais aussi en Amérique du Sud, notamment en Uruguay, au Venezuela et au Brésil, pays dans lesquels d'étroites relations avaient été forgées avec les mouvements anti-communistes locaux. Relations et réseaux qui se révèleront particulièrement utiles à certains nazis cherchant refuge après la défaite allemande.
Dès 1934 cette organisation sera tout simplement rebaptisée Antikomintern. Elle se structurera progressivement jusqu'à compter 5 départements en 1941: URSS, Presse, Étranger, Action anti-juive et Administration.
Le terme Antikomintern et son abréviation Antiko engloberont finalement l'ensemble des organisations sous la responsabilité d'Eberhard Taubert. Celui-ci sera d'ailleurs amicalement surnommé "Dr Anti", et Goebbels verra en lui un "fanatique sympathique".

### La maison d'édition Nibelungen
La maison d'édition Nibelungen ("Nibelungen-Verlag"), basée à Berlin et Leipzig, a constitué le principal canal de publication d'ouvrages écrits de propagande anti-communiste, toujours sous couverture privée. Elle a été fondée le 4 août 1934 par le ministère de la Propagande et de l'Éducation du Peuple et sa direction a été confiée à Eberhard Taubert directement. Son logo était constitué d'une épée, encadrée des lettres N et V majuscules. Le symbole est clair: le livre comme arme de l'esprit.
Dans les premières années, le plus gros de la production de la maison d'édition était constitué de mémoires d'anciens communistes et émigrés allemands de retour de Russie qui témoignaient avec déception de leurs expériences en Union Soviétique. En effet les anciens émigrés qui revenaient au pays faisaient l'objet d'interrogatoires systématiques par la Gestapo. L'objectif de ces interrogatoires était double: évaluer la dangerosité politique des candidats au retour et collecter, au travers de leurs témoignages, tout ce qui pouvait servir la propagande anticommuniste.
Le poids et le rôle de la maison d'édition augmenta fortement à partir de 1935 lorsque Adolf Hitler et Josef Goebbels décidèrent de faire de l'anticommunisme un thème fondamental. En parallèle des activités du Nibelungen-Verlag, Eberhard Taubert fonda également en 1936 un magazine nommé  "Das Volk", qui deviendra en 1937 "Contra-Komintern" puis de 1939 à 1944 "Die Aktion".
En novembre 1938 est publié ce qui sera le best-seller absolu de la maison d'édition, à savoir "Le socialisme trahi" de Karl I. Albrecht, alias Karl Matthäus Löw. Il s'agit des mémoires et désillusions d'un ancien cadre du parti communiste russe d'origine allemande revenu au pays en 1934. Entre 1938 et 1944 seront publiés plus de 2 millions d'exemplaires en différentes langues.
L'épisode du Pacte de Non-Agression Germano-Soviétique, signé le 23 août 1939, fut particulièrement difficile à gérer pour la maison d'édition, puisque, du jour au lendemain, toute publication antisoviétique fut interdite. La production fut donc provisoirement réorientée vers des diatribes purement antisémites. C'est à cette époque qu'Eberhard Taubert écrira le scénario du film tristement célèbre "Der ewige Jude", dans lequel le peuple Juif est comparé à une population de rats. Ce film, dont la première projection eut lieu le 28 novembre 1940 à Berlin, fut ensuite intensément diffusé dans les territoires occupés, où les projections étaient souvent suivies de pogroms plus ou moins spontanés.
À partir d'avril 1941 Eberhard Taubert et une petite équipe prépareront les grandes lignes de la propagande destinée à accompagner la guerre contre l'Union Soviétique. Pour plus de discrétion, ils se réuniront dans un appartement de service de Josef Goebbels à Berlin. Les premières actions consisteront à éditer des tracts à destination des troupes sur le front de l'Est. Puis, au cours de l'été, est publiée la brochure « Warum Krieg mit Stalin? », exercice de justification de l'attaque allemande du 22 juin 1941. Cet exercice était d'autant plus compliqué que les propagandistes devaient s'efforcer de montrer une cohérence de la stratégie allemande après l'épisode du Pacte de Non-Agression Germano-Soviétique.
En 1942 c'est par wagons pleins que le matériel de propagande antibolchévique est acheminé vers les zones occupées. Au total, jusque mi-1943, ce seront près de 130 affiches différentes et plus de 60 brochures qui seront diffusées à plus de 500 millions d'exemplaires.
Néanmoins, avec la poursuite de cette guerre qui s'éternisait, avec l'accumulation des pertes allemandes et le terrible échec militaire de l'hiver 1942 à Stalingrad, la maison d'édition est contrainte de réorienter ses publications vers la glorification du sacrifice des soldats allemands, puis bientôt vers l'appel à la résistance de toutes les forces contre l'envahisseur russe, afin de sauver la nation. Les bâtiments du ministère de la Propagande et du Nibelungen-Verlag seront bombardés fin 1943 aussi bien à Berlin qu'à Leipzig, détruisant une grande partie des archives et du matériel. L'activité semble avoir définitivement pris fin début 1944.
Les rares archives restantes sont aujourd'hui consultables auprès du Bundesarchiv de Berlin-Lichterfelde.

### Institut pour l'étude scientifique de l'Union soviétique
Cet institut (« Institut zur wissenschaftlichen Erforschung der Sowjetunion ») voué à l'étude scientifique de l'Union soviétique a été fondé par Adolf Ehrt dans le cadre de l'École de sciences politiques de Berlin (« Deutsche Hochschule für Politik »). Son objectif était l'étude du marxisme et du système politique soviétique, ainsi que l'enseignement de ces notions. Encore une fois, il s'agissait d'un institut privé, dans le but de préserver une indépendance de façade. En vérité, l'institut se plaçait à la pointe des thèses nationales-socialistes sur ce sujet.
Lorsqu'il est question d'étude scientifique, comme c'est le cas ici, il est utile de rappeler en quoi consistait la science sous le national-socialisme, et notamment que les savoirs et enseignements étaient inféodés à un effort permanent de justification de l'idéologie nazie. Sciences politiques, économie, histoire, sociologie et ethnologie ont constitué à ce titre les fers de lance des "sciences de légitimation" de cette idéologie, à savoir du déterminisme racial, de la thèse de l'espace vital, et de la lutte contre l'ennemi bolchévique.
En matière de légitimation, Adolf Hitler lui-même disait : « Il importe de concentrer l'attention du peuple sur un seul ennemi... Il appartient au génie d'un grand leader de savoir présenter des ennemis que rien ne rapproche de telle sorte qu'ils donnent l'impression d'appartenir à une seule et même catégorie. » De ce point de vue-là, la propagande nazie a pleinement atteint son objectif, appliquant sans faille la même méthode, de l'accession au pouvoir ("Machtergreifung") jusqu'au désastre final.

## Prolongements dans les débuts de la Guerre froide
À la fin de la guerre, plusieurs membres des organisations de l'Antikomintern ont été très rapidement invités à jouer un rôle dans les services de renseignement occidentaux. En effet, alors que le géant national-socialiste venait à peine d'être vaincu, les occidentaux se retrouvaient déjà face à une nouvelle menace. Le jour même de la reddition allemande, le général Patton dit : « les politiciens de Washington nous ont permis de casser la gueule à un salopard, et en même temps ils nous ont forcé à en aider un autre aussi néfaste, voire plus, que le premier. Nous avons gagné une série de batailles, pas la guerre pour la paix ». Après avoir terrassé un ennemi commun, les deux blocs commençaient à mesurer tout ce qui les séparait, politiquement et idéologiquement.
Ainsi, dès 1946 Eberhard Taubert entre en contact avec les services secrets britanniques, avant de rejoindre en 1947 le Counter Intelligence Corps américain, échappant ainsi de manière très opportune aux procès de dénazification de Nuremberg, où son nom fut pourtant plusieurs fois cité. Il sera chargé de constituer une équipe et de préparer le terrain à une offensive de propagande anticommuniste, offensive qui se concrétisera dès le déclenchement, le 25 juin 1950, de la guerre de Corée. Ainsi, dès le 29 août 1950, avec plusieurs de ses anciens collègues du ministère de la Propagande, Eberhard Taubert crée le Volksbund für Frieden und Freiheit (de) (VFF)" (Association populaire pour la paix et la liberté), dont il restera pendant plusieurs années le secrétaire général. Sous couvert d'indépendance, mais abondamment financé par les services de renseignement occidentaux, cet organisme centralisera l'essentiel de la production anticommuniste et anti-RDA ouest-allemande jusqu'en 1969. Le VFF entrera en contact avec un organisme français comparable, Paix et Liberté, fondé la même année et animé par le député-maire Jean-Paul David. Ils coopéreront avec d'autres mouvements européens similaires au sein d'un comité européen Paix et Liberté, formé en Italie à San Remo le 30 août 1951,.
L'Antikomintern a tout simplement servi de modèle au VFF. Ainsi, à travers ces hommes qui seront enrôlés dans les services secrets des vainqueurs occidentaux, l'Antikomintern trouvera un prolongement naturel dans la nouvelle période de lutte antisoviétique qui s'ouvrait.
Le comité européen Paix et Liberté devient en 1956 le Comité international d’information et d’action sociale (CIAS). Le VFF remplace le groupe français comme l'élément moteur de cette nouvelle organisation. Le CIAS se rapproche de la Ligue anticommuniste mondiale (World Anti-Communist League/WACL).

### Filmographie
- William Karel, Blanche Finger, Jusqu'au dernier: la destruction des Juifs d'Europe, 2015, France 2, RTBF
- Isabelle Clarke, Daniel Costelle, Apocalypse: Hitler, 2011, France 2